# Machimus divisus
Machimus divisus là một loài ruồi trong họ Asilidae. Machimus divisus được Becker miêu tả năm 1923. Loài này phân bố ở vùng Cổ Bắc giới.